# Синіцин Василь Михайлович
Василь Михайлович Синіцин (22 грудня 1911 року, Санкт-Петербург — 23 січня 1977 року, Ленінград) — радянський геолог, геоморфолог, палеогеограф, доктор геолого-мінералогічних наук, лауреат премії імені В. А. Обручева (1966).

## Біографія
Народився Василь Михайлович 22 грудня 1911 року (4 січня 1912 року за новим стилем) у столиці Російської імперії, місті Санкт-Петербург.
1929 року вступив на геологічне відділення фізико-математичного факультету Ленінградського університету. Наступного року відділення було передано в Гірничому інституту. Після закінчення інституту з 1935 року працював у різних геологічних трестах. Впродовж 1938—1941 років навчався в аспірантурі Гірничого інституту, одночасно викладав там курс «Методи геологічного картування». У квітні 1941 року захистив кандидатську дисертацію на тему «Геологія і тектоніка району обисорбухського родовища».
Впродовж 1941—1943 років проводив геологічні дослідження в Західному Китаї. 1944 року вступив до докторантури і розпочав роботу в Інституті геології АН СРСР. 1 липня 1948 року присвоєно науковий ступінь доктора геолого-мінералогічних наук. 1955 року захистив докторську дисертацію на тему «Історія геологічного розвитку складчастих споруд південного облямування Фергани». Науковий керівник — академік Володимир Пансович Обручев.
З 1950 по 1961 роки працював старшим науковим співробітником Лабораторії геології вугілля АН СРСР. З 1955 по 1956 роки — радник Академії наук КНР.
У 1960-х роках працював у Ленінградському університеті імені А. А. Жданова старшим науковим співробітником (1961), завідувачем Лабораторією палеогеографії науково-дослідного інституту земної кори (1963—1977), деканом геологічного факультету (1965—1973). 11 липня 1964 року Василю Михайловичу було присвоєно вчене звання професор.
Василь Михайлович помер 23 січня 1977 року в місті Ленінград, похований на Серафимівському кладовищі.

## Наукові праці
Синіцин Василь Михайлович автор багатьох наукових праць з регіональної геології і геоморфології Центральної Азії та палеогеографії.
- (рос.) Синицын В. М. Ордос и Али-Шань: Географическое и геологическое описание : Научные итоги экспедиции В. А. Обручева в Центральную Азию, Северный Китай и Наньшань, совершенной в 1892-1894 гг. по поручению Русского географического общества. — М.—Л. : Изд-во АН СССР, 1954. — 239 с.
- (рос.) Синицын В. М. Северо-западная часть Таримского бассейна : Геологический очерк. — М. : Изд-во АН СССР, 1957. — 251 с.
- (рос.) Синицын В. М. Центральная Азия. — М. : Гос. изд-во географической литературы, 1959. — 456 с. — 4000 прим.
- (рос.) Синицын В. М. Палеогеография Азии / АН СССР. М-во геологии и охраны недр. Лаборатория геологии угля. — М.—Л. : Изд-во АН СССР. Ленингр. отд-ние, 1962. — 268 с. — 1400 прим.
- (рос.) Синицын В. М. Древние климаты Евразии : [в 4 ч.]. — Л. : Изд-во ЛГУ, 1965-1970.
- (рос.) Синицын В. М. Введение в палеоклиматологию. — Л. : Недра, 1967. — 232 с. — 3000 прим.
- (рос.) Геологический факультет Ленинградского университета / Синицын В. М. — Л. : Изд-во ЛГУ, 1969. — 182 с.
- (рос.) Синицын В. М. Сиаль: Историко-генетические аспекты. — Л. : Недра, 1972. — 167 с.
- (рос.) Синицын В. М. Климат латерита и боксита. — Л. : Недра, 1976. — 152 с.
- (рос.) Синицын В. М. Введение в палеоклиматологию. — 2-е изд., перераб. и доп. — Л. : Недра, 1980. — 248 с.

## Нагороди і відзнаки
- 1945 — медаль «За доблесну працю у Великій Вітчизняній війні 1941—1945 рр.»[3].
- 1951 — золота медаль імені М. М. Пржевальського[2][3].
- 1966 — премія імені В. П. Обручева за монографію «Стародавні клімати Євразії»[3].
- Заслужений діяч науки і техніки РРФСР[3].